# Bombardeio de Akita na Segunda Guerra Mundial

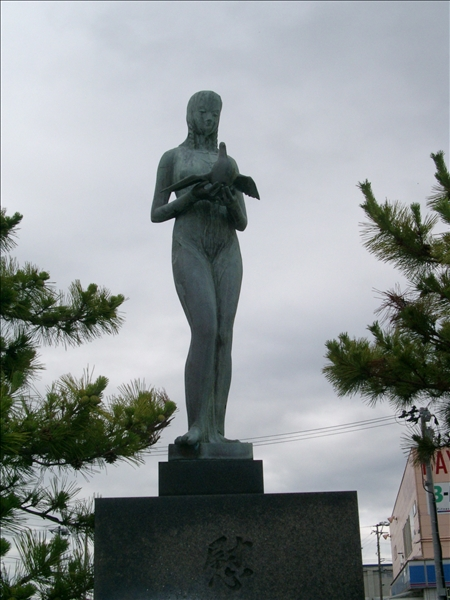
Memorial do ataque aéreo de Tsuchizaki

O bombardeio de Akita (秋田空襲, Akita-kūshū), também conhecido como Ataque Aéreo Tsuchizaki (土崎大空襲, Tsuchizaki-Dai-kūshū), na noite de 14 de agosto de 1945, fez parte dos bombardeios aéreos estratégicos em Campanha do Japão travada pelos Estados Unidos contra alvos militares e civis e centros populacionais durante a campanha das ilhas natais do Japão nos estágios finais da Guerra do Pacífico. Esta foi, alegadamente, a missão de bombardeamento de maior alcance e também a última da Segunda Guerra Mundial, tendo ocorrido apenas algumas horas antes do Japão anunciar a sua rendição.

## Contexto
A cidade de Tsuchizaki era um importante porto na costa do Mar do Japão, um nexo ferroviário e um importante centro de refinarias de petróleo alimentadas por campos de petróleo próximos.  A cidade foi incorporada à cidade vizinha de Akita em 1º de abril de 1941. Apesar de sua importância militar, a cidade não foi atacada durante os estágios iniciais da campanha de bombardeio estratégico, em parte devido à sua localização remota.

## Ataque aéreo

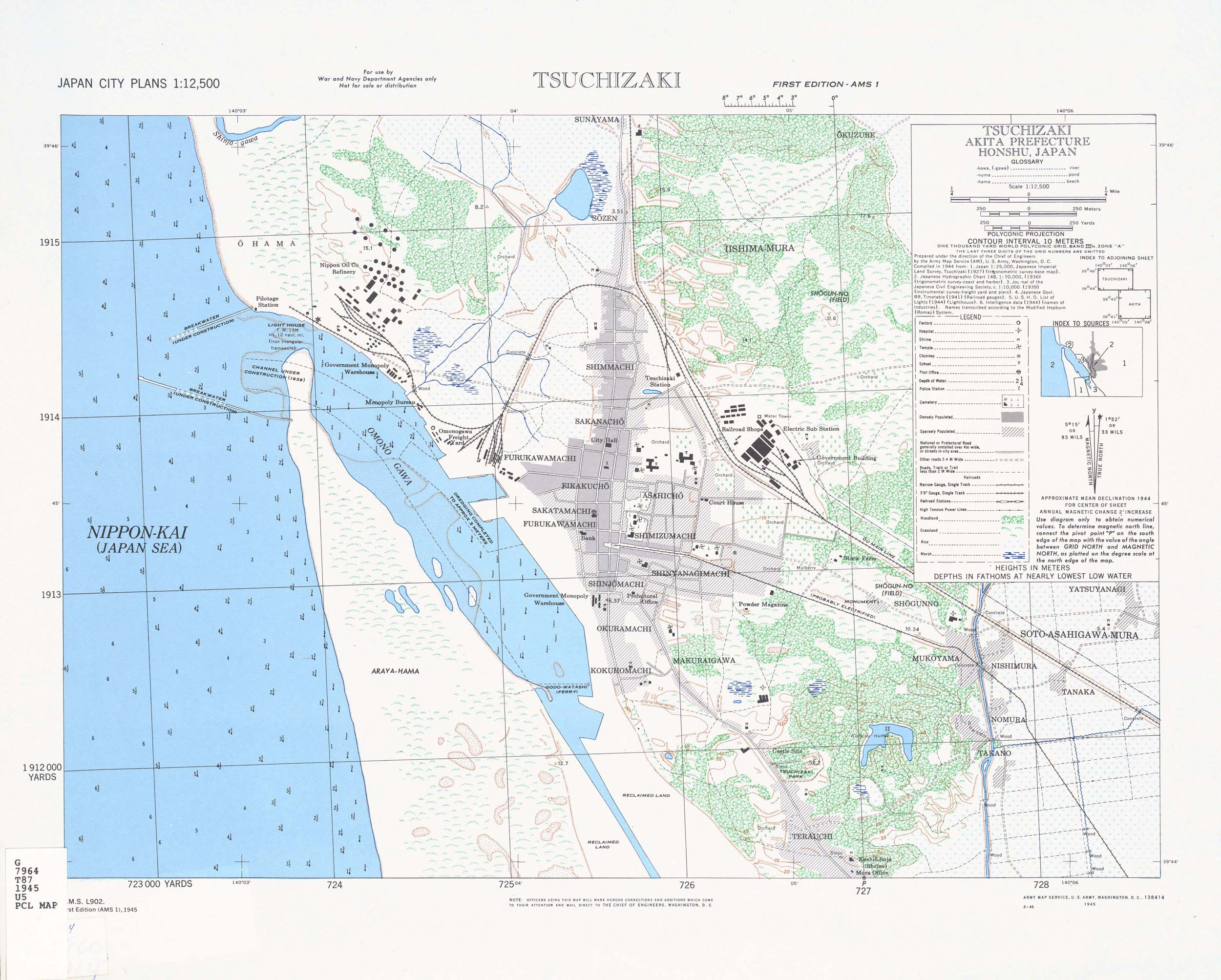
Mapa de Tsuchizaki em 1945

Em 14 de agosto de 1945, na noite anterior à rendição do Japão, uma força de 134 bombardeiros B-29 Superfortress da 315ª Ala de Bombardeio da USAAF lançou um grande ataque de bombardeio na parte costeira da cidade.
Os bombardeiros chegaram ao alvo sem oposição às 22h30 da noite de 14 de agosto e lançaram um total de 7.360 bombas de 100 kg e 4.687 de 50 kg, com o último bombardeiro partindo da área alvo às 03h30 da manhã de 15 de agosto. As bombas destruíram completamente a refinaria de petróleo pertencente à Nippon Oil (atual JX Nippon Oil & Energy Co) e as instalações portuárias adjacentes, e o incêndio resultante se espalhou para a cidade vizinha. As baixas civis estimadas foram mais de 250 pessoas mortas e cerca de 200 ficaram gravemente feridas.